# Cilicium

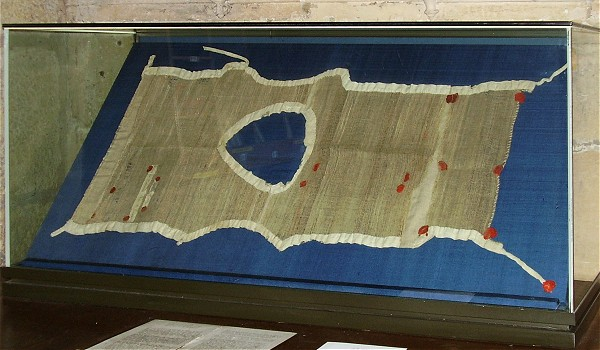
Cilicium sv. Ludvíka v Melunu

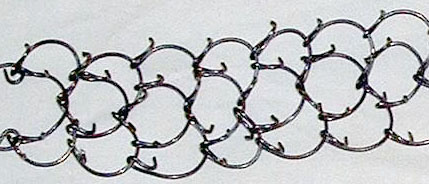
Řetízkové cilicium nezapnuté

Cilicium je původně označení pro hrubé vlněné sukno, vyrobené z kozí srsti, které bylo ve starověku používáno při výrobě stanů a plachet.

## Název
Název pochází od kraje Kilíkie (dnes součást Turecka), kde se chová plemeno kilikijských koz.

## Využití
- V náboženské tradici středověké askeze a sebemrskačství byla košile nebo tunika z této nepříjemně "kousavé" látky nošena jako znak pokání na holém těle pod šaty. Cilicium nosili například císař Karel Veliký, který se v něm dal pohřbít, sv. František z Assisi, sv. Ignác z Loyoly, sv. Terezie z Lisieux nebo francouzský král sv. Ludvík IX., dochovalo se v chrámovém pokladu kostela sv. Aspaise v Melunu. Cilicium se někdy nahrazovalo rouchem z koňských žíní nebo ze slámy.

- Název „cilicium“ a funkce roucha se později přenesly na pás řetízků s poměrně tupými hroty, který se zapne kolem stehna. Jeho účelem je působení tlaku a určitého nepohodlí nositeli. Používali jej údajně papež sv. Pavel VI. nebo sv. Terezie z Kalkaty. Používají je například také někteří členové osobní prelatury Opus Dei.